# Gold Diggers: The Secret of Bear Mountain
Gold Diggers: The Secret of Bear Mountain (bra Caçadoras de Aventuras) é um filme canado-estadunidense de 1995, dos gêneros drama e aventura, dirigido por Kevin James Dobson, com roteiro de Barry Glasser e estrelado por Christina Ricci, Anna Chlumsky, Polly Draper, Brian Kerwin, Diana Scarwid e David Keith. Situado em 1980 no noroeste Pacífico, o filme segue duas adolescentes que, inspiradas por uma lenda local, tentam recuperar uma fortuna de ouro dentro de uma montanha.
A trama se passa numa pequena cidade do estado de Washington e narra as aventuras de duas meninas, Beth e Jody, explorando cavernas sob o monte Bear.

## Sinopse
Em junho de 1980, a adolescente Beth Easton e sua mãe, recentemente viúva, Kate se mudaram de Los Angeles para a pequena cidade de Wheaton, Washington, onde se mudaram para a casa da tia de Kate. Inicialmente, Beth sente falta da cidade e se ressente de seu novo ambiente. Na cidade, ela encontra Jody Salerno, uma adolescente problemática, mas de espírito livre, que tem uma má reputação. Enquanto andava de bicicleta no dia seguinte, Beth é forçada a sair da estrada por um semi-caminhão e despenca em uma ravina íngreme, batendo com a bicicleta em um rio, onde Jody está pescando.
Kate tenta conquistar Beth com duas garotas locais, Tracy e Samantha, e enquanto elas estão colhendo frutas na casa, Beth encontra Jody, que está se escondendo em uma árvore e jogando cerejas nelas. Tracy e Samantha alertam Beth contra a associação com Jody, mas Beth se junta a ela em uma jornada pela floresta. Beth e Jody rapidamente se tornam amigas, e Jody diz a Beth que ela tem uma aventura planejada para o dia seguinte, o solstício de verão. Quando Jody não consegue encontrar Beth naquela manhã, um policial local, Matt, oferece a ela uma carona até a casa de Jody. A mãe de Jody, Lynette, atende a porta, parecendo abalada e embriagada, e diz a Beth que Jody não está em casa.
Matt traz Beth para casa e percebe que ele é um velho conhecido de sua mãe. Beth recebe um telefonema de Jody, que a direciona para a floresta fora de sua casa. Ela explica que se escondeu de Matt e Beth porque arrombou e roubou doces das máquinas de venda automática da escola local; ela então conta a Beth a história de Molly Morgan, uma mineradora que supostamente morreu no desabamento de uma mina em Bear Mountain enquanto procura ouro. As meninas embarcam em um barco motorizado que Jody escondeu ao longo do rio e seguem rio abaixo até a montanha, onde ela montou um espaço de convivência improvisado na entrada da caverna. Jody confessa a Beth que sua mãe e o namorado abusivo de sua mãe, Ray, brigaram na noite anterior e que Jody pode tê-lo ferido mortalmente depois que ele a perseguiu até a floresta. Beth pede a Jody que vá à polícia, mas ela se recusa, planejando se esconder na montanha.
Conforme a tempestade se aproxima, as garotas tentam sair da caverna, mas ocorre um desabamento de rocha que danifica o barco e prende Beth no chão da caverna. Jody nada para fora da caverna e desce o rio, passando com segurança por um urso pardo e até uma estrada onde ela cruza com um xerife. Beth é resgatada bem a tempo, pois o nível da água subiu lentamente dentro da caverna. No hospital, Jody é confrontada por Ray, que ainda está vivo para a surpresa de Jody e Beth.
Kate proíbe Beth de ficar com Jody, mas ela aparece em um piquenique de 4 de julho e divulga seu plano de voltar à montanha para pegar o ouro. Kate finalmente decide deixar Beth ver Jody, e elas se dirigem para a casa de Jody no dia seguinte. Lá dentro, elas encontram Lynette, espancada e incoerente, e nenhum sinal de Ray ou Jody. Lynette é levada para o hospital e Beth insiste com Matt que eles vão para a montanha, acreditando que Ray levou Jody para lá. Beth ajuda Matt nas cavernas, mas os dois são separados por dentro. Beth encontra Jody, que diz a ela que um bêbado Ray bateu nela e a forçou a levá-lo para encontrar o ouro.
Beth volta para encontrar Matt, e Jody é agarrada por trás por quem ela acredita ser Ray—quando ela se vira, ela descobre que é uma mulher idosa, que então se esconde nas sombras. Ray aparece e tenta agarrar Jody, mas é atingido na cabeça por uma pá pela mulher idosa. Beth retorna para encontrar Jody e Ray, inconscientes, mas a velha—aparentemente Molly Morgan—desapareceu. Matt finalmente encontra Beth e Jody e Ray é preso. Lynette se recupera no hospital e Jody aceita suas desculpas.
No final de agosto, Matt chega à casa de Beth e traz ela, Kate, Jody e Lynette ao tribunal, onde um advogado está representando um cliente anônimo que deu um presente para as meninas. Elas recebem duas sacolas, cada uma contendo ouro, e são saudadas e aplaudidas pelos cidadãos da cidade, incluindo Tracy e Samantha.

## Elenco
- Christina Ricci ... Beth Easton
- Anna Chlumsky ... Jody Salerno
- Polly Draper ... Kate Easton
- Brian Kerwin ... Matt Hollinger
- Diana Scarwid ... Lynette Salerno
- David Keith ... Ray Karnisak
- Gillian Barber ... Grace Briggs
- Ashleigh Aston Moore ... Tracy Briggs
- Jewel Staite ... Samantha
- Amy Kirk ... jovem Molly Morgan
- Dwight McFee ... sargento Weller
- Andrew Wheeler ... Hank
- Roger Cross ... paramédico
- Kimberley Warnat ... garota
- Jesse Moss ... Adam
- Scott Augustine ... Doug
- Steve Makaj ... Ted
- Betty Phillips ... Molly Morgan mais velha
- Jay Brazeau ... Everett Graham
- Jennifer Hale ... adulta Beth (voz)

## Produção
Embora ambientado em Oregon, o filme foi rodado principalmente na Colúmbia Britânica, Canadá, nas cidades de Nelson e Pemberton.

## Lançamento
Gold Diggers: The Secret of Bear Mountain foi lançado nos cinemas nos Estados Unidos em 3 de novembro de 1995.

## Recepção critica
Stephen Holden, do The New York Times, escreveu: "Qualquer filme que incentive garotas a serem aventureiras na selva, em vez de garotas loucas por garotos à espera, certamente tem seu coração no lugar certo. É por isso que é triste relatar que Gold Diggers: The Secret of Bear Mountain, um filme sobre duas amigas que viajam impulsivamente pela floresta tropical do estado de Washington em busca de um esconderijo mítico de ouro, é um caso pálido e indiferente." Leonard Klady da Variety deu ao filme uma avaliação mediana semelhante, escrevendo que "embora o diretor Kevin James Dobson tenha uma noção da localização natural, muitas vezes simplesmente não se consegue imaginar como os personagens viajaram de um local para o outro. Os créditos tecnológicos restantes são excelentes, mas não consegue compensar as incontáveis inconsistências do roteiro e as risadas reviravoltas na trama. O filme atingiu uma veia rica que apenas o mais ecológico dos garimpeiros não reconheceria como pirita."
Marjorie Baumgarten, do The Austin Chronicle, elogiou alternadamente as performances de Ricci e Chlumsky e chamou o filme de "um filme de criança melhor do que a média". Hal Hinson do The Washington Post elogiou o filme, escrevendo: "Embora o diretor australiano Kevin James Dobson mantenha seu público envolvido na perigosa tarefa de recuperar o ouro, a verdadeira essência do filme está no relacionamento entre essas melhores amigas. O roteirista Barry Glasser faz um excelente trabalho ao entrar o mundo das garotas prestes a se tornarem mulheres. Ou, talvez, apenas porque estas duas atrizes excepcionais o fazem parecer bem. À medida que o filme se desenrola, o enredo da aventura e o drama que se intensifica em casa entrelaçam-se muito bem, para o benefício de ambas."
Roger Ebert deu ao filme duas estrelas e meia, observando: "Gold Diggers não é minha xícara de chá, mas com certeza será apreciado por um público mais jovem e, embora eu não ache que vai aguentar a atenção dos adultos, eu não exijo que adultos e crianças sejam iguais em todas as coisas."

## Mídia doméstica
Gold Diggers: The Secret of Bear Mountain foi lançado em VHS pela MCA/Universal Home Video em 1996 e permaneceu disponível apenas nesse formato por mais de 20 anos.
Em 24 de novembro de 2009, a Universal Pictures Home Entertainment lançou o filme em formato DVD-R sob demanda como parte da Universal Vault Series. Em 2017, a Universal lançou o filme pela primeira vez em DVD.
O filme foi lançado em Blu-ray pela Mill Creek Entertainment em 9 de março de 2021.